# 榛葉恵太
榛葉 恵太（しんば けいた、1993年6月27日 - ）は、日本の俳優。奈良県出身。2018年までライジングプロダクションに所属。

## 略歴
2010年、ワタナベエンターテインメント主催のD-BOYSスペシャルユニット・D☆DATEオーディションで、総応募者約3万人の中からセミファイナリストに選ばれる。2013年に上京。「坂本君は見た目だけが真面目」で俳優デビュー。「ノーコン・キッド 〜ぼくらのゲーム史」で、テレビドラマ初出演。
2018年、第153回芥川龍之介賞受賞作品、又吉直樹原作の舞台「火花〜Ghost of the Novelist〜」で事務所の先輩である観月ありさと初共演。ライジングプロダクション退所に伴い、芸能界を引退。
2023年11月、芸能事務所AJ Executiveを設立。

## 人物
- 趣味は読書、特技はアクロバット。
- 交友関係などは謎に包まれている[要出典]。
- インタビューで、SNSが大嫌いと答えている[要出典]。

## 出演

### 舞台
- 父娘旅情（2017年、ざ☆くりもん）[3]
- ちるらん 新撰組鎮魂歌（2017年、エイベックス・エンタテインメント）[4]
- 火花〜Ghost of the Novelist〜（2018年、株式会社アール・ユー・ピー、吉本興業株式会社）[5]
- 新幕末純情伝 FAKENEWS（2018年、エイベックス・エンタテインメント）[6]
- LADY OUT LAW!（2018年、エイベックス・エンタテインメント）

### テレビドラマ
- ノーコン・キッド 〜ぼくらのゲーム史（2013年、テレビ東京）
- 水球ヤンキース（2014年、フジテレビ）
- ウロボロス〜この愛こそ、正義（2015年、TBS）
- 地味にスゴイ! 校閲ガール・河野悦子（2016年、日本テレビ）
- とと姉ちゃん（2016年、NHK）
- ドルメンX（2018年、フジテレビ）

### 映画
- 坂本君は見た目だけが真面目（2013年）
- 仮面ライダー×仮面ライダー 鎧武&ウィザード 天下分け目の戦国MOVIE大合戦（2013年）
- ジャッジ!（2014年）
- 秘密 THE TOP SECRET（2016年）
- あのこの話をすこしだけ（2017年）
- 色の街（2018年）

### ウェブドラマ
- FHIT MUSIC『Do As Infinity 篇』（2018年、dtv）

### 雑誌
- JUNON
- ViVi
- CanCam
- CHOKi CHOKi
- ELO